# Claudio Federico Stegmann Pérez Millán
Claudio Federico Stegmann Pérez Millán (* 4. Juli 1833 in Buenos Aires; † 27. Oktober 1887 ebenda) war ein Vizegouverneur in Buenos Aires und deutscher Konsul in Argentinien.

## Leben
Stegmann Pérez Milláns Eltern waren Narcisa Pérez Millán y de la Quintana und Klaus Stegmann Kophen genannt Claudio Stegmann. Als eines von zehn Geschwistern besuchte er die Volksschule in Buenos Aires und anschließend die Landwirtschaftsschule in Osnabrück im Deutschen Reich. Er heiratete Adolfina Monhaupt Schram. Aus der Ehe gingen die Kinder Narcisco († 31. Oktober 1927), Jorge, Adolfo, Enrique, Amalia Carolina, Adolfina, Matilde, Frederico und Susana A. Stegmann Monhaupt hervor.
Später übernahm Stegmann die Leitung der Landwirtschaft seines Vaters und führte in Argentinien Merinoschafe aus der Lausitz sowie die Schafsrassen Negretti und Rambouillet ein und züchtete eine Pferderasse aus Cleveland Bay.
Am 9. September 1858 trat er in die Freimaurerloge “Augusta y Respetable Logia Consuelo del Infortunio Nº 3” ein, welche später Teil der „Gran Logia Argentina“ wurde. Weitere Mitglieder dieser Loge waren die Ärzte Ricardo Gutiérrez und Ignacio Pirovano sowie der Städtebauer Pedro Benoit. Mit seinem Bruder Jorge gehörte Claudio Federico Stegmann Pérez Millán am 16. Juli 1866 zu den Gründern der Sociedad Rural Argentina.
1870 galt Stegmann als Mittler zwischen den politischen Lagern und wurde als Stellvertreter von Máximo Paz zum Gouverneur von Buenos Aires gewählt. Seine Gegnerschaft zu Bartolomé Mitre führte dazu, dass er 1874 auf seiner Estancia „Poronguitos“ ein Bataillon der „Guardia Provincial“ beherbergen musste. Während der Cholera-Epidemie holte er den Arzt Ignacio Pirovano auf die Estancia „Poronguitos“.
1879 bald nach dem Völkermord von Julio Argentino Roca an den Mapuche gründete Stegmann auf dem Land der Ermordeten in der Nähe von Sierras de Pillahuincó weitere Estancias. Vom „Cerro de la Guardia“, einer Anhöhe auf dem kolonisierten Terrain wurde das umliegende Land überwacht und bei der Ankunft von Mapuche das “Fortín Belgrano” alarmiert.
Auf der Bahnlinie Coronel Pringles-Bahía Blanca wurde 1903 die Bahnstation „Stegmann“ im Partido de Pringles in der Provinz Buenos Aires eröffnet. Mit dieser Bahnlinie wurde das Gebiet erschlossen und mit Kolonisten besiedelt.